# 1892 في الجزائر
الأحداث من عام 1892 في الجزائر.

## الحكم
- .الإحتلال الفرنسي

## المواليد
- 1 ديسمبر – أحمد قوادري  [لغات أخرى]‏ – شاعر جزائري – توفي بتنس 1964 (72 سنة)

## الوفيات
- 18 نوفمبر – الكاردينال شارل مارسيال ألمان لافيجري – كاردينال فرنسي ولد في ببايون بالبيرني الأطلنطية، عمل أستاذ تاريخ بجامعة السربون بباريس فيما بين 1854 و1856. ثم اتجه إلى سوريا لمساندة الحركة التبشيرية عن طريق التعليم. ولد في 31 أكتوبر 1825 (67 سنة)